# Serbska Partia Ludowa
Serbska Partia Ludowa (serb. Srpska narodna partija / Српска народна партија, SNP) – serbska partia polityczna o profilu narodowo-konserwatywnym.

## Historia
Partia powstała w 2014 w wyniku rozłamu w Demokratycznej Partii Serbii, która w wyborach w tym samym roku nie przekroczyła wyborczego progu. Powołanie SNP zainicjował były prezes DSS Nenad Popović, który stanął na czele nowej formacji. Serbska Partia Ludowa opowiedziała się przeciwko przystąpieniu Serbii do Unii Europejskiej, nawiązała też współpracę z rosyjskim ugrupowaniem Jedna Rosja. Przed wyborami w 2016 dołączyła jednak do zorientowanej na integrację z UE koalicji skupionej wokół Serbskiej Partii Postępowej. Jej przedstawiciele zostali umieszczeni na wspólnej liście wyborczej, ugrupowanie uzyskało wówczas 3 mandaty w Zgromadzeniu Narodowym Republiki Serbii. Stronnictwo kontynuowało współpracę wyborczą, wprowadzając swoich przedstawicieli na listy wyborcze koalicji również w 2020, 2022 i 2023, zachowując w wyniku kolejnych wyborów niewielką poselską reprezentację.
Przewodniczący partii Nenad Popović otrzymywał nominację w skład kolejnych rządów powoływanych w 2017 i 2020. SNP nie miała przedstawicieli w gabinecie utworzonym w 2022. Jej lider powrócił na urząd ministra w nowym rządzie powołanym w 2024. Utrzymał następnie stanowisko w kolejnym gabinecie, który utworzono w 2025.